# يفغراف يفغرافوفيتش فيودوروف
يفغراف يفغرافوفيتش فيودوروف (20 نوفمبر 1880، سانت بترسبرغ - 19 يوليو 1965، موسكو) (بالروسية: Евграф Евграфович Фёдоров) هو عالم مناخ روسي، هو ابن عالم الرياضيات الروسي يفغراف فيودوروف.
تخرج من جامعة سانت بطرسبرغ سنة 1910. باحث في المرصد المغنطيسي للأرصاد الجوية، بافلوفسك 1911-1934، وأستاذ الجغرافيا في أكاديمية العلوم السوفيتية 1934-1951. عضو مراسل في الأكاديمية الروسية للعلوم سنة 1946.